# Vesna Milosević
Vesna Milošević (Kičevo, 29 de agosto de 1955) é uma ex-handebolista profissional iugoslava, medalhista olímpica.
Vesna Milošević fez parte da geração medalha de prata em Moscou 1980, com 5 partidas como goleira.